# AOA (基本規約)
AOA（英: Articles of Association）は会社の基本規約の一種。Articles of Associationの略だが、Articles of Associationは国によって意味も日本語訳も異なる。

## イギリスの通常定款
イギリスでは1985年会社法によりMemorandum of Association（基本定款）とArticles of Association（通常定款）の2つの基本規約を定めることとされた。イギリスにおけるArticles of Associationは日本語訳では「通常定款」と訳される。
2006年会社法でも基本定款と通常定款があるが、基本定款は引受人が会社設立の意思（会社設立の経緯）を示すための非常に簡単な文書になった。1985年会社法では基本定款に定める事項として社名、会社の目的、会社の種類、有限責任と無限責任の区別、登記された事務所の場所などがあったが、2006年会社法によりこれらは通常定款で扱われる（社名の場合は設立証書に記録される）こととなった。 

## インド等の付属定款
インドでは会社の基本規約としてMemorandum of Association（基本定款）とArticles of Association（付属定款）の2つがある。インドの会社の基本規約はMemorandum of Associationは「基本定款」、Articles of Associationは「付属定款」と訳されている。
インドの会社法上の付属定款は会社運営に関する細則をもので株主や会社を拘束する文書とされている。付属定款には取締役会に関する規定や株式の譲渡に関する規定などが記載される。付属定款は基本定款の下位にあり基本定款や会社法に抵触する内容を定めることはできない。

## アメリカの基本定款
アメリカ合衆国のArticles of AssociationはArticles of incorporationと同義であり日本語訳では「基本定款」と訳される。